# English Open (Snooker)
Die English Open sind ein Snooker-Ranglistenturnier der World Snooker Tour. 2016 wurde das Turnier eingeführt und ist seitdem Bestandteil der Home Nations Series, einer Serie von vier Turnieren in den vier Landesteilen des Vereinigten Königreichs.

## Geschichte
Am 29. April 2015 kündigte Barry Hearn, der Chairman von World Snooker, für die Saison 2016/17 eine neue Turnierserie mit dem Namen Home Nations Series an. Auftakt der vier Turniere in den vier britischen Landesteilen waren die neu geschaffenen English Open. Erster Austragungsort war die EventCity in Manchester. Später in der Saison folgten die Welsh Open und die ebenfalls neuen Northern Ireland Open und Scottish Open.
Der zu gewinnende Pokal trägt den Namen Steve Davis Trophy und ist nach dem früheren Snookerweltmeister Steve Davis benannt.
Während die anderen Home-Nations-Turniere einen festen Veranstaltungsort beibehielten, wechselten die English Open 2017 regelmäßig an andere englische Städte.

## Sieger
| Jahr                                    | Austragungsort                          | Sieger                                  | Ergebnis                                | Finalist                                | Hauptsponsor                            | Saison                                  |
| English Open – Ranglistenturnier-Status | English Open – Ranglistenturnier-Status | English Open – Ranglistenturnier-Status | English Open – Ranglistenturnier-Status | English Open – Ranglistenturnier-Status | English Open – Ranglistenturnier-Status | English Open – Ranglistenturnier-Status |
| --------------------------------------- | --------------------------------------- | --------------------------------------- | --------------------------------------- | --------------------------------------- | --------------------------------------- | --------------------------------------- |
| 2016                                    | Manchester – EventCity                  | Liang Wenbo                             | 9:6                                     | Judd Trump                              | Coral                                   | 2016/17                                 |
| 2017                                    | Barnsley – Barnsley Metrodome           | Ronnie O’Sullivan                       | 9:2                                     | Kyren Wilson                            | Dafabet                                 | 2017/18                                 |
| 2018                                    | Crawley – K2                            | Stuart Bingham                          | 9:7                                     | Mark Davis                              | BetVictor                               | 2018/19                                 |
| 2019                                    | Crawley – K2                            | Mark Selby                              | 9:1                                     | David Gilbert                           | 19.com                                  | 2019/20                                 |
| 2020                                    | Milton Keynes – Marshall Arena          | Judd Trump                              | 9:8                                     | Neil Robertson                          | matchroom.live                          | 2020/21                                 |
| 2021                                    | Milton Keynes – Marshall Arena          | Neil Robertson                          | 9:8                                     | John Higgins                            | BetVictor                               | 2021/22                                 |
| 2022                                    | Brentwood – Brentwood Centre            | Mark Selby                              | 9:6                                     | Luca Brecel                             | BetVictor                               | 2022/23                                 |
| 2023                                    | Brentwood – Brentwood Centre            | Judd Trump                              | 9:7                                     | Zhang Anda                              | BetVictor                               | 2023/24                                 |
| 2024                                    | Brentwood – Brentwood Centre            | Neil Robertson                          | 9:7                                     | Wu Yize                                 | BetVictor                               | 2024/25                                 |